# 사랑은 아무나 하나 (텔레비전 프로그램)
《사랑은 아무나 하나》는 TV조선에서 방송한 예능 프로그램이다.

## 기획 의도
1기
세계 오지 마을 속 한국인 부부, 기상천외한 러브 스토리의 국제결혼 부부 등 세계 속 한국인 부부들의 생생한 삶을 담은 '다큐적 접근'과 이들을 직접 찾아가 보는 '리얼리티 형식'을 가미한 예능 프로그램
2기
"국제 결혼은 낯설다!? NOPE~! 100쌍의 부부 중 7쌍은 국제 결혼인 요즘, 국제 부부가 결혼의 로망으로 꼽히고 있다는 사실~!! 국경을 뛰어넘는 공감대는 물론, 차별화된 국제 부부들만의 스토리를 들어본다!"

## 방송 일정
| 방송 채널 | 시즌제 | 방송 기간                           | 방송 시간                           | 비고   |
| --------- | ------ | ----------------------------------- | ----------------------------------- | ------ |
| TV CHOSUN | 1기    | 2017년 9월 9일 ~ 2018년 8월 18일    | 매주 토요일 밤 9시 10분 ~ 10시 40분 | 48부작 |
| TV CHOSUN | 2기    | 2023년 8월 26일 ~ 2023년 9월 16일   | 매주 토요일 밤 10시 40분 ~ 12시     | 12부작 |
| TV CHOSUN | 2기    | 2023년 10월 16일 ~ 2023년 12월 11일 | 매주 월요일 밤 10시 ~ 11시 20분     | 12부작 |

## 에피소드 목록

### 시즌 1
| 1~4회   | 미국              | 파라과이          | 프랑스     |
| 5~6회   | 라오스            | 그리스            | 스위스     |
| 7회     | 스페인            | 스위스            | 라오스     |
| 8회     | 스페인            | 러시아            | 빈칸       |
| 9회     | 인도네시아        | 스페인            | 러시아     |
| 10회    | 남아프리카 공화국 | 인도네시아        | 러시아     |
| 11~12회 | 미국              | 남아프리카 공화국 | 인도네시아 |
| 13회    | 프랑스            | 남아프리카 공화국 | 미국       |
| 14회    | 모로코            | 프랑스            | 미국       |
| 15~17회 | 미국              | 모로코            | 빈칸       |
| 18~20회 | 체코              | 오스트레일리아    | 콜롬비아   |
| 21회    | 스위스            | 오스트레일리아    | 빈칸       |
| 22회    | 태국              | 스위스            | 빈칸       |
| 23~24회 | 태국              | 미국              | 빈칸       |
| 25~26회 | 이탈리아          | 오스트레일리아    | 빈칸       |
| 27~28회 | 스페인            | 인도              | 빈칸       |
| 29~30회 | 오만              | 스페인            | 빈칸       |
| 31~32회 | 스웨덴            | 오스트리아        | 빈칸       |
| 33회    | 미국              | 스웨덴            | 빈칸       |
| 34회    | 오스트레일리아    | 미국              | 빈칸       |
| 35회    | 핀란드            | 오스트레일리아    | 빈칸       |
| 36회    | 핀란드            | 모리셔스          | 빈칸       |
| 37회    | 네덜란드          | 모리셔스          | 빈칸       |
| 38회    | 포르투갈          | 네덜란드          | 빈칸       |
| 39회    | 캐나다            | 포르투갈          | 빈칸       |
| 40회    | 독일              | 캐나다            | 빈칸       |
| 41회    | 러시아            | 독일              | 빈칸       |
| 42회    | 스페인            | 러시아            | 빈칸       |
| 43회    | 프랑스            | 스페인            | 빈칸       |
| 44회    | 이탈리아          | 프랑스            | 빈칸       |
| 45회    | 이탈리아          | 프랑스            | 빈칸       |
| 46~47회 | 미국              | 산마리노          | 빈칸       |
| 48회    | 인도네시아        | 빈칸              | 빈칸       |

### 시즌 2
| 1회  | 2023년 8월 26일 | 태국 | 미국   | 빈칸 |
| 2회  | 9월 2일         | 미국 | 태국   | 미국 |
| 3회  | 9월 16일        | 미국 | 캐나다 |      |
| 4회  | 10월 16일       |      |        |      |
| 5회  | 10월 23일       |      |        |      |
| 6회  | 10월 30일       |      |        |      |
| 7회  | 11월 6일        |      |        |      |
| 8회  | 11월 13일       |      |        |      |
| 9회  | 11월 20일       |      |        |      |
| 10회 | 11월 27일       |      |        |      |
| 11회 | 12월 4일        |      |        |      |
| 12회 | 12월 11일       |      |        |      |

## 결방
- 2023년 9월 9일 : 《U-23 아시안컵 최종예선전 대한민국 vs 키르기스스탄》 경기 편성으로 결방.[4]
- 2023년 9월 23일 : 항저우 아시안 게임 개회식 중계방송으로 인한 결방.
- 2023년 9월 30일 ~ 2023년 10월 7일 : 추석연휴 및 항저우 아시안 게임 중계방송으로 인한 결방.
- 2023년 10월 14일 : TV조선 슈퍼 콘서트 편성으로 인한 결방.

## 같이 보기
- 다문화가정
- 러브 인 아시아, 이웃집 찰스
- 글로벌 아빠 찾아 삼만리
- 다문화 고부 열전